# Regmatodon nietneri
Regmatodon nietneri là một loài rêu trong họ Regmatodontaceae. Loài này được Müll. Hal. mô tả khoa học đầu tiên năm 1869.